# Chens-sur-Léman
Chens-sur-Léman is een gemeente in het Franse departement Haute-Savoie (regio Auvergne-Rhône-Alpes). De plaats maakt deel uit van het arrondissement Thonon-les-Bains. Chens-sur-Léman telde op 1 januari 2022 3.005 inwoners.

## Geografie
De gemeente ligt aan de zuidelijke, Franse oever van het Meer van Genève. De oppervlakte van Chens-sur-Léman bedroeg op 1 januari 2022 10,87 vierkante kilometer; de bevolkingsdichtheid was toen 276,4 inwoners per km².

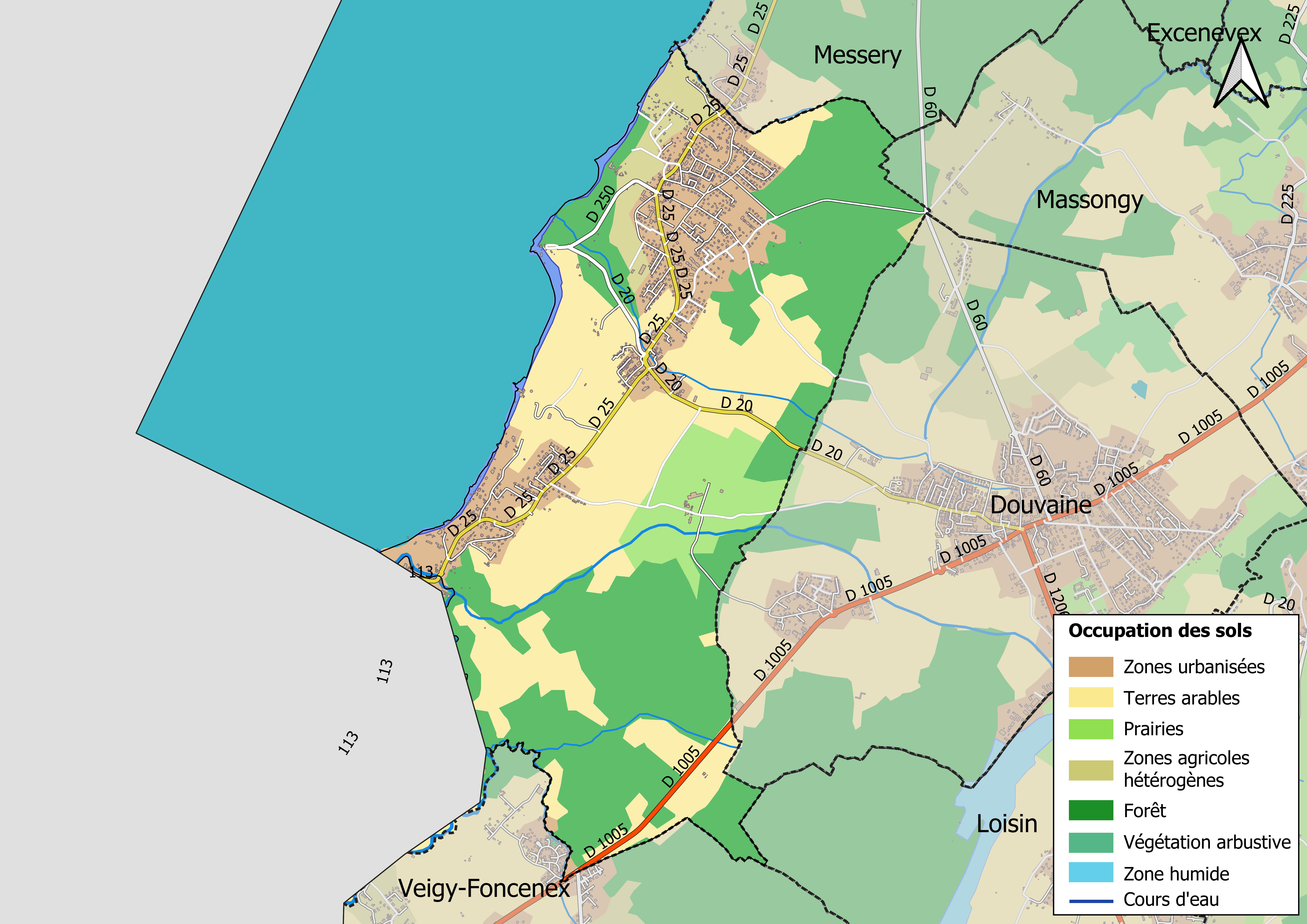
Kaart van de gemeente met de belangrijkste infrastructuur, bodemgebruik en omliggende gemeenten

## Demografie
Onderstaande figuur toont het verloop van het inwonertal (bron: INSEE-tellingen).